# Мінералогічні фації глибинності
Мінералогічні фації глибинності (англ. mineralogical abyssal facies)– сукупність парагенезисів мінералів, стійких на певних глибинах. Головною ознакою їх є реакції декарбонатизації з виділенням СО2, тиск якого зростає з глибиною. Ці реакції ведуть до утворення силікатів Mg i Ca. Д.С.Коржинський виділяє такі фації глибинності: 
- 1) ларнітмервінітову,
- 2) геленіт-монтичелітову,
- 3) периклазову,
- 4) воластонітову,
- 5) ґросулярову,
- 6) безґросулярову.